# Corowa
Corowa /ˈkɒrəwə/ é uma cidade no estado da Nova Gales do Sul, na Austrália. Encontra-se no vale do rio Murray, na fronteira entre Nova Gales do Sul e Vitoria. É a maior cidade do Federal Council e foi o centro administrativo do Corowa Shire Council. O nome da cidade significa "rio rochoso".
Existem duas pontes sobre o rio que ligam à cidade a Wahgunyah, a cidade na margem oposta do rio.